# Carcharodus flocciferus
Carcharodus flocciferus este o specie de fluture din familia Hesperiidae. Este întâlnită în Europa centrală și de sud, la nord până în Germania centrală și la est până în Macedonia și Bulgaria. Este de asemenea întâlnită și în  Spania, Portugalia, Corsica și Sardinia.

## Descriere
Lungimea aripilor superioare este de 14–16 mm. Adulții zboară între lunile mai și iunie sau între iulie și septembrie, în două generații. La altitudini mai mari există o singură generație, între iunie și august.
Larvele au ca principală sursă de hrană specii de Stachys și Marrubium.